# Prilog-Vii
Prilog-Vii (węg. Rózsapallaghegy) – wieś w Rumunii, w okręgu Satu Mare, w gminie Orașu Nou. W 2011 roku liczyła 310 mieszkańców. 